# Salina (Pensilvania)
Salina es un área no incorporada ubicada en el condado de Westmoreland en el estado estadounidense de Pensilvania.

## Geografía
Salina se encuentra ubicada en las coordenadas 40°31′18″N 79°29′53″O / 40.52167, -79.49806.